# La Bibliothèque des âmes
La Bibliothèque des âmes (titre original : Library of Souls) est un roman de fantasy de l'auteur américain Ransom Riggs. Il s'agit du troisième volume de la série Miss Peregrine et les Enfants particuliers et de la suite de Hollow City.

## Résumé
À notre époque, dans Londres, Jacob Portman et Emma Bloom partent pour retrouver leurs amis particuliers enlevés par les Estres. Leur histoire débute dans le métro londonien où Jacob se retrouve face à un creux et par la force de la pensée et en lui donnant un ordre, arrive à le contrôler, mais il ne maitrise pas encore son pouvoir. Ils retrouvent la trace de leurs amis grâce à Addison, un chien parlant. Après leurs péripéties dans le métro, ils se retrouvent au bord de la Tamise, célèbre fleuve londonien, où ils font la connaissance du géant Sharon, qui leur fait traverser le fleuve pour rejoindre l’Arpent du Diable, une boucle temporelle, qui a la réputation d’être effroyable. Cette boucle est un endroit où règne la loi du plus fort et où il y a des pirates et des malfaiteurs, un vrai enfer. Sharon les conduit dans cet endroit toujours à l’aide de sa barque. Jacob et Emma ne se sont pas trompés, c’est bien ici que leur ennemi a enlevé les particuliers. Pour vaincre les Estres, Jacob utilise son pouvoir pour contrôler les Creux ennemis et en faire leurs alliés. Ainsi ses amis et les Ombrumes enfin délivrés, arrivent à vaincre les Estres.
Une fois tout cela terminé, Jacob doit faire un choix… revenir dans son ancienne vie plutôt ennuyante mais avec ses parents ou rester avec ses amis et bien sûr sa bien-aimée Emma…
Il finit par choisir ses parents qui le prennent pour un fou. ils veulent l'emmener dans un hôpital psychiatrique jusqu'à ce que tous ses amis, Miss Peregrine et Emma arrivent chez lui... 
La suite dans le tome 4...